# مايك سيما
مايك سيما (بالسويدية: Maic Sema) (2 ديسمبر 1988 في السويد - ) هو لاعب كرة قدم سويدي في مركز الهجوم. لعب مع أيل ليماسول ونادي أوربرو ونادي نوركوبنغ ونادي هاماربي لكرة القدم ونادي هاوغسوند وIF Sylvia ‏ وMVV Maastricht ‏.

## وصلات خارجية
- مايك سيما على موقع اتحاد النرويج (النرويجية)
- مايك سيما على موقع اتحاد السويد (السويدية)
- مايك سيما على موقع قاعدة بيانات كرة القدم.إي يو (الإنجليزية)
- مايك سيما على موقع Soccerway.com (الإنجليزية)